# Chicomoztoc

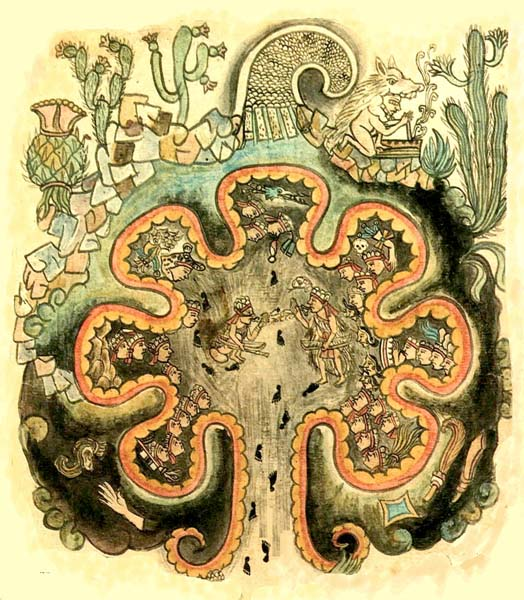
Imagem do códice Historia tolteca-chichimeca do século XVI, que representa a mítica Chicomóztoc.

Chicomóztoc (em náhuatl: chicomoztoc, lugar das sete cavernas’,chicome, sete; oztotl, caverna; e o sufixo c, lugar de) é o mítico lugar de origem dos povos Astecas, Tepanecas, Xochimilcas, Chalcas, Acolhuas, Tlahuicas e Tlaxcaltecas (as sete tribos nahuatlacas) da região central de México da Mesoamérica, no pós-clássico.

## História
O papel de Chicomóztoc varia de acordo com a fonte consultada, do lugar inicial da peregrinação dos sete povos nahuatlacas, ao lugar de passagem de algumas das migrações que partiram de Aztlán  .
Segundo o Códice Boturini, depois de deixar Aztlán, a peregrinação chegou a Chicomóztoc onde permaneceram durante algum tempo. De Chicomóztoc o códice enumera sete migrações sequenciais: a primeira dos Xochimilcas, seguida pela dos Chalcas, dos Tepanacas, dos Alcohuas, dos Tlahuicas, um pouco mais tarde os Tlaxcaltecas e finalmente ainda mais tarde os Astecas  . Cabe ressaltar que muitos códices mencionam outras migrações que saíram de Chicomóztoc (apesar de não especificar se estes povos também saíram de Aztlán) como: os Cuitlahuica, os Mizquica, os Amecameca, os Huexotzinca, os Matlazinca, os Malinalca e os Cohuixca que povoaram o Cen Ānáhuac (em náhuatl: terra completamente rodeada pela água, ou seja, o mundo conhecido pelos nahuatlacas) .
Existe uma associação do Chicomóztoc com certas tradições relativas ao lendário Colhuacán (lugar dos antepassados) que foi visto como um lugar de prestigio e venerado pelos nahuatlacas. Na escrita em código nahua , o símbolo ou glifo que representa o topônimo de Colhuacán tomou a forma de uma colina torcida ou curva.
Alguns investigadores tentaram identificar Chicomóztoc com uma localização geográfica concreta, provavelmente entre 100 e 300 quilômetros a noroeste do Vale do México próximo da atual cidade de San Isidro Culhuacán.

## ControvérsiaAztlan-Chicomostoc
Existe controvérsia sobre a relação entre estes dois lugares:
- Fernando Alvarado Tezozómoc não diferencia Aztlán, Chicomóztoc e Colhuacán [3]
- Diego Durán afirma que são nomes diferentes para o mesmo lugar [4]
- Bernardino de Sahagún não menciona Aztlán [5]
- Lorenzo Boturini Benaducci menciona Aztlán como a origem da migração e Chicomóztoc como um local de parada

## As Migrações
As datas em que as migrações ocorreram não são precisas. Dependendo da fonte ha diversas menções de quando chegaram, por isso na tabela abaixo estão indicados a primeira e a última menção, além da mais aceita :
| Povo        | Primeira Menção | Última Menção | Ano Proposto |
| ----------- | --------------- | ------------- | ------------ |
| Xochimilca  | 1180            | 1240          | 1200         |
| Chalca      | 1200            | 1200          | 1200         |
| Tepaneca    | 1150            | 1240          | 1200         |
| Alcohua     | 1150            | 1270          | 1200         |
| Tlaxcalteca | 1210            | 1280          | 1220         |
| Asteca      | 1240            | 1260          | 1250         |

## Localização Proposta
Em Guanajuato, o "monte Culiacán" foi identificado como o Teocolhuacan Chicomoztoc das cronicas antigas. Este vulcão está localizado nas imediações de três municípios: Cortázar, Salvatierra e Jaral del Progreso.
Como seu antigo nome Chicomóztoc indica, no interior se localizam as sete cavernas principais das mais de 200 existentes no morro, entre nichos, abrigos rochosos e grutas de considerável profundidade. Nestas sete cavernas principais do morro, se apresentam evidencias de que o homem as conhecia e utilizava.